# 非公認戰隊秋葉原連者
《非公認戰隊秋葉原連者》（日语：非公認戦隊アキバレンジャー），為日本東映公司在2012年推出的超級戰隊系列的非公認作品，於2012年（平成24年）4月6日至2012年（平成24年）6月29日於BS朝日和東京都會電視台播出。數位電視高畫質播映。
2013年（平成25年）4月5日開始正式播出第二季《非公認戰隊秋葉原連者 Season痛》（日语：非公認戦隊アキバレンジャー シーズン痛）。
成員為一男兩女的組合，顏色和性別配對分別為紅（男）、藍（女）、黃（女）。

## 概要
- 本作是東映製作，雖然有著「戰隊」之名，卻作為超級戰隊系列的「非公認作品」的戲仿作品。
- 主要的舞台為秋葉原，並以模型和痛車等的萌要素作為戰鬥裝備。
- 另外，本作也是東映繼七年前的《Sh15uya》後第二套深夜向特攝作品。
  - 基於取向的關係，本作較多針對大人觀看的色氣描寫與兒童不宜的題材，所以預告後會加上一句「好孩子不能看喔！（良い子は見ちゃダメだぞっ！）」。
  - 至於那些容易破壞孩子夢想以及不適合孩子的表現和台詞，則以馬賽克遮住和消音處理。
- 相較於傳統超級戰隊，本作為首個女性主角多於男性的戰隊隊伍。
- 本作跟海賊戰隊豪快者同樣有歷代超級戰隊成員客串，不過在劇中則以演員本身的身份出現，但是在秋葉原連者的妄想世界中則描寫成有著同樣能力的戰士。

## 世界觀
現在的秋葉原正捲起兩股熱潮——一是特攝作品「超級戰隊系列」，另一則是動畫作品「虹嫁學園射手葵(にじよめ学園ズキューーン葵)」。
以這兩個作品為基礎，「戰隊咖啡廳秘密基地(戦隊カフェひみつきち)」的店長．葉加瀨博世開始著手創造新的英雄。
她從秋葉原找來具有「妄想力」的三名男女，並給予他們以「小葵」的手辦作為藍本的變身器。
於是，他們成為了為保護秋葉原而日夜戰鬥的英雄三人組——「非公認戰隊秋葉原連者」！！(實際上只是他們妄想出來的)。

## 用語
- 妄想力

秋葉原連者的力量之源。
若妄想力增強的話秋葉原連者的力量也會增強。
作為發現兼開發者的博世至今也無法理解其全部的相關，其未知的部分有很多。
也可以透過喝酒使之增強，不過，一喝醉的話妄想便會暴走，會有變得不能進行正面戰鬥的可能性。
還有，博世所開發的系統：「妄想放大電波」理論上活動範圍只有秋葉原一帶。
- 妄想世界

秋葉原連者在戰鬥時展開的異空間。
以妄想力產生，在這裡戰鬥不會給現實帶來絲毫影響。
景觀跟在歷代超級戰隊被用作拍攝戰鬥外景的地方相似。
三人能通過 MMZ-01 與現實世界的博世交換通信。
而博世也能通過強制操作把三人也拉回現實世界，不過，這方法用得多的話會令三人的妄想力低下，最終可能會造成無法使用妄想力的危險。
但隨著瑪露希娜能走出現實世界，妄想世界裡的事物亦開始在現實世界出現了。
而在第 9 話時因赤木的強大妄想力令妄想之壁崩壞，使兩個世界正式連結起來。
- 節目外現實

赤木等人所在的世界是根據「非公認戰隊秋葉原連者」這個節目而構成的，而節目外現實指的便是製作這個節目的那一側。
在第一季第 10～11 話唐突地令登場人物加入或退席，導入新設定等非常迷惑的花樣，圖謀令節目繼續支撐下去。
但在被赤木識破以後，為了强行令節目结束，於是立下了大量「完结FLAG」來使節目结束。
被 Doctor Z 稱為「偉大的意識 (大いなる意思)」。
在第二季強制將節目復活過來，卻將原第一部6-12話劇情全部篡改一遍。
- 篡改後的劇情

赤木暗戀兼妄想對象的沙耶香因為協助叔父工作關係要離開日本到不丹。
「十夜月朱里的真正身份是葉加瀨博世」的本尊曝露事件因為不重要所以被刪除。
原第一部第九集後，妄想及現實世界之間牆壁被打破後，主角們能在現實世界變身戰鬥橋段被刪除，改為一直以來都只是在妄想世界中戰鬥。
美月取代了原本是赤木的「被招募到五角大樓的成員」的位置。
“Deryu Knight出场”以及“秋叶原蓝暂时脱离队伍”剧情的顺序不同，此外，第一季的“萌黄妈妈变身”和“美月习得皮套演员精髓”的剧情都被放在了“Deryu Knight出场”之后
出現了特搜戰隊、轟轟戰隊和鳥人戰隊全員支援秋葉原連者的「最終戰」。
傳銷乙科長之一的「下北澤海鞘」被加上了與瑪露希娜是姊弟關係，而此剧情的顺序也与第一季不同
原本用以扭轉作品走向的都築拓馬未登場，連帶原本被安排作為新宿敵的Deryu Knight篡改成一個傳銷乙的普通幹部。
都築丈博改為只是一個普通科學家，在MIT研究機器人，並無失蹤卻也從未登場。
主角們被改成了從未意識到「劇組=作品外現實」的存在。
秋葉原連者在「最終戰」後解散。
五星戰隊大連者的存在被秋葉原連者取代。
第二季以来，妄想与现实会紧紧相连（例如1—3话的红的妄想中五星戰隊大連者变成了中华战队Chinaman，现实中秋叶原连者也取代了大连者；第4话赤木失去了对小葵的爱，现实中小葵也变成了低等动画的存在，身为小葵声优的博世也受到牵连

## 登場角色

### 非公認戰隊秋葉原連者
外表很像超級戰隊系列的小組英雄，為了成為公認的戰隊系列，以及映像化並在超級英雄時間播出而戰。
「痛即是強」是共同口號，但個人唱名每集都不同，而且每次三人擺出動作後都會被身後的爆炸擾亂。
第一季第１１話時唱名變成跟獸拳戰隊激氣連者類似的風格。
| 演員     | 生日      | 出生地 | 角色     | 代號   | 替身       |
| 和田正人 | 1979/8/25 | 高知縣 | 赤木信夫 | 秋葉紅 | 和田三四郎 |

29歲，1983年（昭和58年）出生。是位熱血、性格不錯的男性。
目前在運輸公司「佐佐木砰砰運送(佐々木 ポンポコ デリバリー)」(羅馬拼音簡稱是S.P.D.) 工作。
是「超級戰隊系列」和「虹嫁學園射手葵」的愛好者，經常在兩者中難以取捨。
有著良好的超級戰隊系列知識和妄想力。
每集的個人唱名都混入了超級戰隊系列的劇透。
得知秋葉原連者的正體後一度意志消沈，後來卻被自己的妄想開導了。
據本人所言，似乎還與父母同住，所以其收藏品隨時有被丟掉的危險。
在第一季第 9 話時因自己的強大妄想力令妄想之壁崩壞，使兩個世界正式連結起來，並為了拯救沙耶香而成功在現實世界變身，同時令其他兩人能在現實世界變身。
第一季第 10 話被拓馬告知被招募到五角大樓，但下一集便發現整個世界被竄改了而回歸，同時偶然取得沙耶香的手機號碼。
終盤發現這個世界是根據「非公認戰隊秋葉原連者」這個節目而構成的事實後，明白「非公認戰隊秋葉原連者」不可能被公認後決定以「讓這節目永遠留在愛好者的記憶中」這理想，向最強的最終敵人：八手三郎挑戰。
第二季開始時完全沒察覺自己的記憶被節目外現實篡改一事。
第二季中揭露自己喜欢机械娘，而且在童年时候就已如此（当时迷恋上了超兽战队生命人的可隆），对小葵的爱也是出自于此
| 演員     | 生日     | 出生地 | 角色     | 代號   | 替身   |
| 日南響子 | 1994/2/6 | 愛知縣 | 青柳美月 | 秋葉藍 | 大島遥 |

18歲，1994年（平成6年）出生。好勝心強的女生。
為了令自己變得更強而決定學習 綜合格鬥 的女高中生。
「虹嫁學園射手葵」的愛好者，並景仰著她的力量。但對「超級戰隊系列」完全不熟識。
因為使用過葉加瀨給予自己的變身器後被其力量感動而加入秋葉原連者。
每集的個人唱名都只是都只喊秋葉藍，沒有任何其他的修飾用詞，但在第6話後，因名替身演員新堀和男心靈與技巧上的開導，而將個人唱名變成以高難度動作為主。
變身後的秋葉原藍的內褲上有小熊圖案。
在第二季第 1 話因被節目外現實篡改而代替赤木被招募到五角大樓。
| 演員     | 生日       | 出生地 | 角色                     | 代號   | 替身     |
| 荻野可鈴 | 1995/10/12 | 山梨縣 | 萌黄夢利亞 (萌黄 ゆめりあ) (横山優子) | 秋葉黃 | 藤田房代 |

23歲，1988年（昭和63年）出生。性格和言行都跟隨服裝變化的 腐女，戰鬥時意外的對赤木言聽計從。
若是頭上的飾物掉了下來的話整把聲音會變得相當沙啞。
平時是 OL，實際是個 Cosplayer 和 同人誌 繪師，有在 Comic Market 販賣同人誌的經驗。
喜歡新世代的超級戰隊系列和BL作品，對「虹嫁學園射手葵」也有一定興趣。
每集的個人唱名都混入了同人相關的捏他，而且經常還沒說完便被打斷。
至於「萌黄夢利亞」這名字只是 Cosplay Name(CN)，本名是山田優子。
在第二季的髮型變成了兩個髮髻，内裤上写着“人妻”
在第二季第 1 話因結婚而離開，結婚後改名為橫山優子。
| 演員     | 生日       | 出生地 | 角色        | 代號     | 替身     |
| 高木心平 | 1985/10/22 | 愛知縣 | 都築拓馬 (都築 タクマ) | 新秋葉紅 | 大西雅树 |

第一季第 10 話出場，葉加瀨的同父異母弟弟。節目外現實進行路線變更時產生的產物。
是為了調查傳銷乙和自己父親：都築丈博而來到日本的 國際刑警組織 所屬的特別刑警，出場時更吹著小號。
被 KozuKozu 誤以為是 深見烈。
經常無視赤木，後來取代被招募到五角大樓的赤木成為新秋葉紅。
但實際上是有人暗中把世界給竄改而走來串場的，在赤木察覺後而自己急急忙忙的退席了。
| 演員     | 生日      | 出生地 | 角色       | 代號         | 替身   |
| 澤田汐音 | 1998/7/17 | 北海道 | 石清水美月 | 秋葉藍(二代) | 大島遥 |

16歲，1997年（平成9年）出生。天真爛漫的女生。
第二季第二話登場
以成為偶像為目標的可愛女高中生
與青柳美月同樣叫美月，但發音為Luna，並代替被招募到五角大樓的青柳美月成為新的秋葉藍
因為是被竄改後的五星戰隊秋葉原連者忠實Fans，而且同樣名字中有清(青)字而給葉加瀨拉入秋葉原連者中。
變身後的秋葉原藍的頭髮由髮尾分叉變為捲曲，而下身的特色由內褲 上有小熊圖案變為穿吊帶襪。
在之后的行动中也是因为艺人活动的关系而与赤木等人一起行动
在第一次集體唱名時將非公認戰隊秋葉原連者，叫為竄改後的五星戰隊秋葉原連者
之后的唱名则是根据红的叙述所做出的感想（如红的“说到破里剑者，首推……”，蓝则为“馆长的女儿”+“秋叶原蓝”）

### 戰隊咖啡廳秘密基地
在秋葉原中超級戰隊作為主題的cosplay咖啡廳，如字面所說亦秋葉原連者的基地。
店內除了裝飾著大量戰隊商品外，也有大量怎樣看都是拍攝用的小型道具。還有，菜單中的名稱都與戰隊也相似。
除了是秋葉原連者的基地外，平日也有大量身為超級戰隊愛好者的顧客出入，不過，在第一季第10話片尾曲，博世的獨白中表明了「雖然有客人，但只是進來閒聊，經營正處於赤字。」的事實。
店內經常播放超級戰隊的主題歌。
- 葉加瀨博世／都築博世（內田真禮 飾）

「戰隊咖啡廳秘密基地」的店長，兼秋葉原連者裝備開發的科學家和司令官。
本身也是個也是超級戰隊發燒友，亦喜歡「虹嫁學園射手葵」。最喜歡的女幹部是 黑多利亞女王。
自稱「喝酒時也不形於色」，但實際若喝得太多的話臉會變得通紅，並倒頭大睡。
有時候與客人在討論超級戰隊期間也會變成口角的。
第一季第9話判定為「虹嫁學園射手葵」中擔任小葵聲優的神秘聲優女王：十夜月朱里。
並在擔任系列廣播劇聲優時被父親都築丈博落下「使用 MMZ-01 變身會削減聲優生命」的咀咒。
但這只是節目外現實進行路線變更時加上去的，當變更失敗後亦消失了。
在第一季第12話時，為了不使節目結束而拒絕與Doctor Z和解，不過之後為了使節目不能結束，在赤木等人的催促下，最終與Doctor Z和解了。
父母已離婚，「葉加瀨」這姓氏似乎是母姓。
至於十夜月朱里則是以本名都築博世透過 易位構詞遊戲 改的。
第二季第9话再一次浮现了蝎子印记/诅咒，第12话被蝎子印记操控创造出非公认巨人，并和非公认巨人互称兄妹成为最终boss
- 三田 KozuKozu／（愛川こずえ（DANCEROID） 飾）

「戰隊咖啡廳秘密基地」的職員，平時會 Cosplay 成歷代超級戰隊系列的角色。
葉加瀨不在時則負責妄想系統的操作。
第一季
- 片頭曲：胡堂 小梅（「特搜戰隊刑事連者」）
- 第１話：間宮 菜月（「轟轟戰隊冒險者」）
- 第２話：花忍者•櫻（「忍者戰隊隱連者」）
- 第３話：莎雅（「星獸戰隊銀河人」）
- 第４話：西堀 櫻（「轟轟戰隊冒險者」）
- 第５話：小津 魁（「魔法戰隊魔法連者」）
- 第６話：西堀 櫻（「轟轟戰隊冒險者」）
- 第７話：小津 麗（「魔法戰隊魔法連者」），媚（「恐龍戰隊獸連者」）
- 第８話：媚（「恐龍戰隊獸連者」）
- 第９話：野乃 七海（「忍風戰隊破裏劍者」），樓山 早輝（「炎神戰隊轟音者」）
- 第１０話：大河 冴（「百獸戰隊牙吠連者」），鶴姫（「忍者戰隊隱連者」）
- 第１１話：丸尾 桃（「超力戰隊王連者」），須塔 美羽（「炎神戰隊轟音者」）
- 第１２話：須塔 美羽（「炎神戰隊轟音者」）

第二季
- 片頭曲：光（「魔法戰隊魔法連者」）
- 第１～３痛：志葉 丈瑠（「侍戰隊真劍者」）
- 第４痛：江成 仙一（「特搜戰隊刑事連者」）
- 第５痛：漢堂 將（「獸拳戰隊激氣連者」）
- 第６痛：明石 曉（「轟轟戰隊冒險者」）
- 第７痛：尾藤 吼太（「忍風戰隊破裏劍者」），牛込 草太郎（「百獸戰隊牙吠連者」），香坂 連（「炎神戰隊轟音者」）
- 第８痛：三条 幸人（「爆龍戰隊暴連者」）
- 第９痛：地球守備隊男性隊員（「電擊戰隊變化人」）
- 第１０痛：高丘 映士（「轟轟戰隊冒險者」），深見 豪（「獸拳戰隊激氣連者」），小津 翼（「魔法戰隊魔法連者」）
- 第１１痛：小津 翼（「魔法戰隊魔法連者」），谷 千明（「侍戰隊真劍者」）
- 第１２痛：谷 千明（「侍戰隊真劍者」）
- 最终痛：光輝（「星獸戰隊銀河人」）

### 其他相關人物
- 本位田沙耶香／（森田美位子 飾）

於「虹嫁學園射手葵」的製作公司．九瓦特出版社(ナインワット出版) 工作的女生。
赤木的暗戀對象。
在第二季第 1 話因被節目外現實篡改而為了協助叔父工作關係要離開日本到不丹。
- 山田雅子／（松本梨香 飾）

第一季第 5 話出場，夢利亞 (優子) 的母親。曾以「雅／」這 Cosplay Name(CN) 在 Cosplay 界活躍。
有著不錯的性格，即使是第一次見面的赤木二人也非常直率地認識他們。亦把自己的興趣教給夢利亞。
在戰鬥時化替夢利亞變身成「魅惑的成熟女性系」的秋葉黃。
本身曾有著一套 美國小姐 的服裝，因此戰鬥時動作很像其風格。
實際在五年前因車禍而離世，劇中出現的雅子只是因夢利亞的妄想以及赤木和美月的父母上京妄想同步而產生的。
- 新堀和男／（新堀和男 飾）

第一季第 6 話出場，曾經演出大部份紅色戰士以及昭和假面騎士系列的皮套演員。
在本作出現時正在東映東京攝影所內跟年輕的演員們進行打鬥場面的練習。
而因工作關係而來到攝影所的赤木和美月則被那個打鬥感動，途中強行加入了練習。
- 田鶴子／（植田ゆう希 飾）

佐佐木砰砰運送的職員，也是赤木的上司。
經常造出拿筆記板毆打赤木這種職權騷擾的事來。
- 塚田 P[11]（CV：高戶靖廣）

第一季第 8 話，第 9 話打電話到「戰隊咖啡廳秘密基地」說來進行取材的東映製片人。
不過，實際上只是瑪露希娜假裝的。模仿其聲音的時候有著作為塚田 P「本人」肖像畫的絨毛玩具。
- 宇佐木美緒／（長野じゅりあ 飾）

電影 Salvage Mice 的主要角色。
第一季第 12 話登場。美月在女子綜合格鬥大會中的對手。
在不想使結束節目的美月立下「在3個月後的格鬥大會中一決高下」宣言以拖長節目的同時突然來訪秘密基地，並說出因自行車意外而骨折而需要放棄格鬥後離開了。
- 八手三郎／

作為「非公認戰隊秋葉原連者」和超級戰隊系列原作的「人物」。也是赤木的憧憬對象。
後期因為赤木們發現了節目外現實的存在，馬上回收他們用作拖延時間的伏筆，但是他們還是用以相當強橫的手段企圖令節目不結束，最終只好用自己的手堵塞照相機的來強制結束。
之後在第一季第 13 話，把三人過去的活躍製成總集篇VD寄給失去變身能力的赤木三人和博世，並添上寫上「如果想有第二季的話請反省自己有什麼問題」的便條紙。
之後眾人一時把矛頭指向赤木，不過赤木則和選了自己後，最後卻把責任給轉嫁節目角色的那個作為原作者進行責備，最後全體一致批判為「和不去反省自己行為（=痛行為）的角色一樣壞的原作者」。
之后为了延续节目制作第二季则篡改了第一季的剧情，开启第二季
其后第二季第7话中再度登场，真面目若隐若现，第12话因玛露西娜拿来痛将军的玩偶变为了痛将军，帮助red巨大化，打败最终boss
- 「完結」文字／

第一季第 12 話結尾登場。秋葉原連者和傳銷乙的共同敵人。在不想節目結束的秋葉原秋葉原連者和傳銷乙的戰鬥進行中出現並打算終結故事。
不過卻令注意到它的秋葉原連者和傳銷乙共鬥並嘗試破壞它。雖然有著草草了事巨大的身體，但活動卻非常快速，能躲開秋葉紅的極近距離射擊。
- 堀美江都子／（堀江美都子 飾）

第2季第 4 話出場，在劇中叫堀美江都子，但本名是堀江美都子，於 第 2 季第 6 話 的片尾曲忍者captan chu chu是1.5支戰隊忍者captor（八手三郎作品）的片頭曲斗え! 忍者キャプター的改編，都是堀江美都子唱的。（现实中亦是如此）
橫山優子是她的媳婦。
劇中提到的噴嚏姑娘是噴嚏大魔王的片頭曲Akubi女兒，而劇中提到的明朗的蛤小姐是海螺小姐的片尾曲明朗的海螺小姐，兩者也是堀江美都子唱的。
- 永川蝶子／（若木萌 飾）

第二季第 6 话出场，音同中川翔子，是个知名艺人，战队饭程度广为人知（现实中亦是如此，且多次想通过候选成为粉战士）
在三人的妄想中变成美少女假面参战，但因赤木的原因被怪人击中变成秋葵，后来变回原样
- 田中信夫／（田中信夫 飾）

第二季第 6 话出场，是公认战队以及奥特曼的旁白大叔（现实中亦是如此）
在三人的战斗中进行旁白鼓励赤木，使其士气大增，取得胜利
- 岡本美登／（岡本美登 飾）

多次出演超级战队系列恶役的皮套演员（現實亦是如此）
被痛将军邀请做一些其饰演的恶役动作来加强瓢拳魔的力量
- 高岩成二／（高岩成二 飾）

是大部分平成骑士的主角骑士皮套演员（现实亦是如此，被称为MR.平成假面骑士）

### 客串參演的歷代戰隊成員
被正式公認的歷代超級戰隊系列。
在本作品的歷代超級戰隊的存在，跟與作為持續保護地球的傳說戰士的海賊戰隊豪快者不同，是以化裝前的演員本人的性質演出。
可是，作為在秋葉原連者進行戰鬥的妄想世界中則被描繪跟公認有同樣的能力的戰士。
被秋葉原連者稱為「公認大人／」。
- 刑事紅 / 赤座伴番 / 載寧龍二（載寧龍二 飾）

出處：「特搜戰隊刑事連者」
第一季第 2 話登場。
實際是為了宣傳「Power Rangers S.P.D. 日文配音版」而來到秋葉原的載寧龍二本人。
在赤木的妄想世界中以赤座伴番的身份鼓勵他，當赤木返回現實時則以刑事紅的身份鼓勵他（但那個刑事紅只是葉加瀨店長找來的 兼職 扮成的）。
後來在戰鬥時的妄想世界中則由出現了由赤木那極強的妄想力把伴番變成的刑事紅召喚出來並與三人一同戰鬥。
- 冒險紅（CV：高橋光臣）

出處：「轟轟戰隊冒險者」
第一季第 3 話登場。
在戰鬥時的妄想世界中突然出現的冒險紅。
最初是由赤木以其招牌動作召喚出來，不過因妄想力不足卻變成原作 Task.27 登場的開運型態。
之後在三人苦戰時以正常的姿態出場並與三人一同戰鬥，並在交給美月狂妄之力的同時摸了她的胸部。
- 紅獵鷹

出處：「鳥人戰隊噴射人」
第一季第 6 話登場。
在戰鬥時的妄想世界中突然出現的紅獵鷹，出現原因似乎跟赤木和美月在東映東京攝影所中遇上紅獵鷹的皮套演員新堀和男有關。
跟噴射人本篇不同，翅膀完全是用膠帶硬黏上去的。
在三人戰鬥時出場並與三人一同戰鬥。
- 特搜戰隊刑事連者、轟轟戰隊冒險者、鳥人戰隊噴射人（男性成員CV：關智一、草尾毅　女性成員CV：中川亞紀子）

在第二季第 1 話的「最終戰」時出現，並變成了五倍化的狂妄之力。
- 龍連者（CV：和田圭市）

出處：「五星戰隊大連者」
原为「五星戰隊大連者」的战队成员，但因为“剧情的篡改”导致大连者的存在被取代
取代后的身份为「中华战队Chinaman」的China红，仅仅是地方英雄+纪念物，后来被赤木等人唤醒了沉睡的记忆，变回龙连者
身为China红时头上有一对小眼睛，胸口的徽章由“D”变成“中華”
- 牙連者（CV：阿部渡）

出處：「五星戰隊大連者」
原为：「五星戰隊大連者」的第六人，因为“剧情的篡改”导致大连者的存在被取代
取代后的身份为五星战队秋叶原连者的追加战士，因为节目本身收视率低迷且负面评论多，13话腰斩导致自身没有出场，因而抱有怨恨
跟原作一样，思想上还是个小孩，剧情中似乎有暗示刚与玲成功谈恋爱了
身为五星战队秋叶原连者时胸口的徽章变成“非公认”
- 霸王龍連者（CV：關智一）

出處：「金剛戰士」/（美版恐龙战队兽连者）
是美版Powerful Rangers的红战士，因为“二代秋叶原蓝错误的认知”导致“美版是原版战队，日版即是剪辑的COPY作”
同时也因为身份被篡改所以与非公认连者敌对，因赤木等人的的努力而唤回记忆变回霸王龙连者
身为Power Ranger时造型不同于日版，脖子和腰带都有明显的美式条旗
- 龍皇連者（CV：草尾毅）

出處：「金剛戰士」/（美版恐龙战队兽连者）
是美版Powerful Rangers的第六人，因为“二代秋叶原蓝错误的认知”导致“美版是原版战队，日版即是剪辑的COPY作”
同时也因为身份被篡改所以与非公认连者敌对，因为赤木等人的努力而唤回记忆变回龙皇连者
身为Power Ranger时造型不同于日版，脖子和腰带都有明显的美式条旗
- 破裏劍紅（CV：關智一）

出處：「忍風戰隊破裏劍者」
忍风战队破裏剑者的红战士，与原作不同的是头部有很明显的舞台剧用固定扣
在赤木等人被邪暗者打倒之际出来营救，不敌之后装上了非公认黄制定的标志（为原作中手里剑者胸口标志），变得能够使用宇宙忍法（似乎也不是如此）
- 破裏劍藍（CV：中川亞紀子）

出處：「忍風戰隊破裏劍者」
忍风战队破裏剑者的蓝战士，与原作不同的是其CV并不是长泽奈央（而同一话中邪暗黄却是长泽奈央声演）
在赤木等人被邪暗者打倒之际出来营救，但不敌
- 破裏劍黃（CV：草尾毅）

出處：「忍風戰隊破裏劍者」
忍风战队破裏剑者的黄战士
在赤木等人被邪暗者打败之际出来营救，但不敌（有明显的弱化现象）
- 兜雷者（CV：關智一）

出處：「忍風戰隊破裏劍者」
原为忍风战队破裏剑者的中期追加战士（原作中曾作为前期的敌人），因为“玛露西娜的干涉”导致变成了暗黑十把枪的九之枪Poseidon。
后来由于跟“痛将军的妄想”不符又改为“忍虫战队邪暗者”的邪暗红。
与赤木等人的战斗中回想起了朴素的自己于是变回原样。
- 鍬雷者（CV：草尾毅）

出處：「忍風戰隊破裏劍者」
原为忍风战队破裏剑者的中期追加战士（原作中曾作为前期的敌人），因为“玛露西娜的干涉”导致变成了暗黑十把枪的八之枪Uranosdo。
后来由于跟“痛将军的妄想”不符又改为“忍虫战队邪暗者”的邪暗蓝。
与赤木等人的战斗中回想起了朴素的自己于是变回原样。
- 赤紅

出處：「轟轟戰隊冒險者VS超級戰隊」
第二季第12話出現在雜誌內頁。
- 豪快銀

出處：「海賊戰隊豪快者」
第二季最後一話對話中提及。
- 第一代Yellow IV

出處：「超電子生化人」
第二季最後一話以靈魂型態登場，要將赤木等人帶回死者世界。
- 時間火焰

出處：「未來戰隊時間連者」
第二季最後一話以靈魂型態登場，要將赤木等人帶回死者世界。
- 爆殺手

出處：「爆龍戰隊暴連者」
第二季最後一話以靈魂型態登場，要將赤木等人帶回死者世界。

### 惡役

#### 邪團法人傳銷乙（邪団法人ステマ乙）
第一季的惡役。
否定秋葉原文化，認為它們令日本的時裝文化墮落，企圖令它變成第二條 澀谷 街的邪惡組織。
最初基於秋葉原連者的戰鬥只是妄想出來的，所以他們是否真的存在也是一個謎。
第一季第 10 話在節目外現實進行路線變更時被Doctor Z改為「Delusion帝國／」，不過其宣傳廣告還是叫「傳銷乙」。
- Doctor Z／／都築丈博（矢尾一樹 飾）

第一季第 8 話登場。
當初用流浪者的樣子以協助瑪露希娜，不過正體是是傳銷乙的代表董事社長。左眼和左腕都被機械化。
也是博世的父親，以前作為機器人工學的研究人員是被看好的存在，不過，因過度熱衷漫畫和動畫而被趕出學會。
因「虹嫁學園射手葵」初期設計的關係而和妻子離婚，亦因為與職員對立而退出動畫界，最後為了博世的養育費而再成為科學家。
之後赴往美國，與另外的女性再婚並生下了拓馬，不過在研究時注意到妄想世界的存在，又和拓馬的母親離婚。
希望破壞與妄想世界的牆壁來毀壞信奉新的「射手葵」的秋葉原，並把 MMZ-01 送到當時成為葵的聲優的博世手上。
對科長們的看法是沒有完事的話便要立即再重組，是個冷酷無情的人物。對把自己當成父親的瑪露希娜的態度也很冷酷。
途中侵略目的被節目外現實進行路線變更時改為「破壞世界」，不過，被瑪露希娜多次說服後想回傳銷乙的成立理念。可是被打算結束節目的八手三郎操縱，為打倒秋葉原連者而啟動了Boomrang Titan。
之後被卷進Boomrang Titan的毀滅中並被秋葉紅救回。可能以這個契機或者是八手三郎加入的「Happy Ending Flag」影響，到了秘密基地並為之前的事向博世道歉，父女總算和好。
- 瑪露希娜／（穂花 飾）

色氣滿滿的邪團法人傳銷乙的再開發部長，地位相當於戰隊系列的幹部。
作為征服秋葉原行動的指揮官，被赤木稱為「理想的幹部」。
第一季第 6 話突然在現實世界出現，並乘出租車前往龜有，但看來只是即興行動。
一般認為是被赤木對於的女幹部印象實體化創造出來的，不過根據博世所說，那個身姿很像由都築丈博設計，作為「射手葵」最終敵人的反派角色幹部的初期設計。
稱呼 Doctor Z 為「父親大人 (お父様)」。並多次說服他想回傳銷乙的成立理念。
第一季第 11 話和赤木察覺這個世界的異變，並為了令Delusion帝國變回傳銷乙而暗殺Deryu Knight以及向 Doctor Z 進行最後的說服。
第一季第 12 話為了阻止「非公認戰隊秋葉原連者」完結，作為傳銷乙的領袖復歸，約定和秋葉原連者「至少在六個月間不斷戰鬥」。再次變成敵人。
- 社畜／

邪團法人傳銷乙的員工，地位相當於戰隊系列的雜兵。
戰鬥時會發出「規劃(ノルマ)」和「加班(ザンギョウ)」的叫聲。
- Deryu Knight／（CV：平田廣明）

為破壞與妄想世界的牆壁而來的專務董事。特徵為身上的無機質鎧甲。
有著不但令通常攻擊 (暫定) 無效，連狂妄加農炮也能反彈，超越科長的超強戰鬥力。
有著比日本政府強100倍的危機處理能力。擅長劍技，有著打出新月型衝擊波的必殺技「Delusion Mirage／」。
為 Doctor Z 醉心著，其作為其絕對狂熱信仰者。亦有非常小心的一面，看穿打算暗殺自己的瑪露希娜的行動，並反過來企圖復仇不成反被殺(為了對瑪露希娜的槍下手成為了被鑽空子的結果)。
但他也有等待對方變身再唱名完畢後才行動的禮貌的一面
第一季第 11 話確定拓馬為宿命的對手後放了他一馬。可是因為拓馬回國了，之後便激起打倒秋葉紅的執念。
之後被為了結束節目的八手三郎操縱下作出「背叛首領並發佈敵人組織的位置」、「告訴冥土土產中的秘密」、「駕駛巨大機器人在街道進行破壞」和「回老家結婚宣言」等常見的「死亡Flag」行為。
即使如此也打算和秋葉紅進行最後的決鬥，並射殺取回自我的 Doctor Z …但是完全出乎意料之外，在這時間八手三郎進行路線變更，Doctor Z由被射殺改為打瞌睡，並駕駛Boomrang Titan起來，與50m高的Itassher Robo進行戰鬥，最終被秋葉黃投出的一個空罐破壞了機體平衡，使Boomrang Titan被自己放出的飛鏢打中，連同自己一起被炸死了。
據赤木所說，戰鬥力已經達到 生化獵人 Silver 的等級。
- 科長／

地位相當於戰隊系列的怪人，一般以日本的街道名為為開頭，而且名字很長（只有赤木能完整的記下）。
可以變成人類的外表，亦能分開成兩個人類而進行偽裝。
根據瑪露希娜的發言，它們本身也有領受薪俸，行事時稍有不慎會招致凍薪的下場。
由於不是正統的系列作的關係，所以被打倒後是不會巨大化的。
同一樣子的怪人有時候會出場兩次。
雖然是戰鬥用的，但是，其本分還是做回各自的事業內容（不過其中也有把類似精神練習的事作為目的人存在），好像也有人因業績而成功擔任科長以上的工作。
在第一季第 10 話的時點還有 40 位科長，不過全部被 Doctor Z 要求進行 重組。
- Boomrang Titan／

第一季第 12 話Doctor Z放出的Delusion帝國的巨大機器人。
特徵是金黃色的身體和全身裝備了巨大飛鏢，下半身能變形圓錐體能的飛行形態。以放出飛鏢切開大樓，一個接一個的破壞秋葉原的街道。
被秋葉黃投出的一個空罐破壞了機體平衡，被自己放出的複數飛鏢直接射擊，最後的一個切斷了頸部，把作為駕駛員的Deryu Knight一起被炸死了。
- 暗黑Stemmer城機器人／

在第二季第 1 話的「最終戰」時出現，瑪露希娜駕駛的機器人。
最後被Itassher Robo破壞。
皮套沿用第一季地鑽獨眼巨人的皮套。

#### 新次元改造地下真帝國バロスw
第二季的惡役。
- 瑪露希娜／（穂花 飾）

第二季中的玛露西娜是痛将军的部下，代替不能去妄想世界的痛将军执行任务
但由于对“宅”“战队知识”的不了解会造成尴尬的一幕
而其同样能够使用萌萌枪手进行变身，但外表看起来区别不大
- 後澤次男／（堀川亮 飾）

憧憬科學戰隊炸藥人的惡役卡亞將軍之幹部。
平時是位牙科技師。
虽然很想像过去的恶役角色一样故作邪恶，但总会在意想不到的时候脱线造成尴尬局面。
バロスw的士兵，作战方式像人妖，地位相當於戰隊系列的雜兵。
- 哈黛兹琴／邪暗黄瓢雷侠（ハーデズキン / ジャカンイエロー・テントライジャー） （CV：长泽奈央）

痛将军制造出来的的怪人，初登场身份为暗黑十把枪的十之枪哈黛兹琴，拥有吸食他人内心的能力
后来因为与“痛将军的妄想”不符而变为“忍虫战队邪暗者”的“邪暗黄”
值得一提的是，本角色的CV正是饰演忍风战队破裏剑者的破里剑蓝的长泽奈央

## 秋葉原連者裝備及戰鬥招式

### 三人共通裝備
- MMZ-01 萌萌射手／

秋葉原連者的變身器兼武器，具有把三人帶進由其妄想力創造的妄想世界的機能。
外表以「小葵」的手辦作為藍本，這時兼具備通訊功能。
變身時，成員會喊出「重妄想」（ジューモーソー！），再按下背部手柄的扳機令其變成槍型，然後就會變身成為秋葉原連者。

### 戰鬥招式
- 通常攻擊 (暫定)／

以槍型態的萌萌射手發出的基本光彈。
多數以三人同時使出，但單是一發便具有能破壞一個大鐵球的威力。
- 萌萌麥林彈／

三人同時按下槍型態的萌萌射手背後的按鈕發動的必殺技。
在萌萌射手發出「看招吧！」（「行くぜ！）的聲音同時發出具高破壞力的強力光彈。
- 萌萌麥林彈・激萌發射／

第五話登場。
以其中一人在空中飄舞，其餘二人則像抱火箭炮一樣地抱著該成員，在充填龐大的能量發動萌萌麥林彈。
這時候的子彈為心型的巨大光彈。
第一次使用的是秋葉黃，並作為決定性的一擊而使用了。
- 秋葉原旋轉扣殺／

由秋葉藍和秋葉黃抱起秋葉紅向敵方突擊。
第二季第 1 話的「最終戰」時改名秋葉原連者攻擊／
- 秋葉原地下文化攻擊／

秋葉紅的個人攻擊招式。
以冒險鏟作跳起，在空中高速迴旋的同時向下貫穿敵方。
- 心技體攻擊／

由新秋葉紅牽著秋葉藍和秋葉黃一邊高速迴轉一邊向敵方撞去。
- Surge Attack／

新秋葉紅的個人攻擊招式。
用頭撞向敵方後，再以其頭髮型裝飾攻擊敵方。
- Surge Jagger／

新秋葉紅的個人攻擊招式。
發出類似激氣連者的攻擊技般的美洲豹型能量波。

### 載具／機器人
- Machine Itassher／

秋葉原連者的載具，是一台有著「小葵」圖案的 痛車。
由三人的妄想力推動。
原型為 XW30 型 豐田普銳斯。
- Itassher Robo／

由 Machine Itassher 在妄想世界時變成的機器人，高度只比 新幹線 高出一點。車牌的「152」暗指非公認的東西。其貸款還沒供完，目前正影響秘密基地的經營。
是把「小葵」主題曲 CD 放進 Machine Itassher 內置的 CD 播放器後，再調高其音量以發動「非公認變形(非公認変形)」變成的。
這時藍和黃會留在車廂 (實際由黃操縱)，而紅則會站在頭部的駕駛倉上。
武器是頭頂的兩枚光線槍和由頭頂伸出的光線槍，還會以 御宅藝 迴避攻擊。
若三人的妄想力不足的話會無法變形，但即使變形了亦難以控制。
第 7 話時突破了妄想之壁進入了現實世界。並追加了武器「招牌槍／」。
第 12 話時變成了50m的巨大機器人，並追加了武器「傲嬌劍／」戰鬥，但最後被赤木指揮的導彈打中而自爆。
第二季第 1 話的「最終戰」時追加必殺技「頭部發出的光線／」

### 狂妄之力／
通過三人的妄想力而誕生的超級戰隊起源的特殊能力。
跟 假面騎士 DECADE 的 Final Form Ride 一樣把歷代戰士變成武器。
另外，「狂妄之力」是全體成員共同被賜予的，所以三人也可以使用其力量。
- 刑事手銬／

特搜戰隊刑事連者的狂妄之力，是由刑事紅變成的一個巨型 手銬，亦能分開成兩個鉗子型武器。
出處是刑事連者中的共通裝備「D- 手銬 /」。
第二季第 1 話的「最終戰」時有著由五人變成的五倍化版本。
- 冒險鏟／

轟轟戰隊冒險者的狂妄之力，是由冒險紅變成的一個巨型 鏟。
出處是冒險者中的機器人大冒險的裝備「冒險鏟 /」。
第二季第 1 話的「最終戰」時有著由五人變成的五倍化版本。
- 噴射鋒翼／[17]

鳥人戰隊噴射人的狂妄之力，是由紅獵鷹變成的一雙巨型的 翅膀。
出處是噴射人中的共通裝備「噴射飛翼 /」。
第二季第 1 話的「最終戰」時有著由五人變成的五倍化版本。
- 狂妄加農炮／

第八話登場。
由刑事手銬、冒險鏟和噴射鋒翼發動「非公認合體(非公認合体)」變成的巨大火箭炮。
必殺技是發出 3 色光線的「狂妄加農炮射擊 /)」。
第二季第 1 話的「最終戰」時有著由五人變成的五倍化刑事手銬、五倍化冒險鏟和五倍化噴射鋒翼合體而成的五倍化版本。
- 大連炸藥／

五星戰隊大連者的狂妄之力，是由龍連者&牙連者變成的兩把 槍。
出處是大連者中的共通裝備「大破壞槍/」。
- 獸連腰帶／

恐龍戰隊獸連者的狂妄之力，是由霸王龍連者&龍皇連者變成的 腰帶。
出處是獸連者中的變身器「恐龍腰帶/」。
- 破裏劍球／

忍風戰隊破裏劍者的狂妄之力，是由破裏劍者&轟雷者全員變成的 鐵球。
出處是中破裏劍者的機器人旋風神的裝備「機關球/」。
- 狂妄火箭炮／

## 「虹嫁學園射手葵(にじよめ学園ズキューン葵！)」相關

### 故事
一種從宇宙降落到地球的神秘物質「SEED(シード)」——
它一旦與地球的生命體融合，就能賦予宿主爆發性的能量。然而，和地球上的動物（也包括人類）一旦融合之後，也會將宿主變成擁有凶暴能力的怪物。
而 SEED 正是少女，船橋 里美的亡父船橋博士失蹤前所研究的對象。而因為繼承了父親「將 SEED 用於鞏固和平」的研究，里美身邊不斷出現危險的情況。
這一切都是企圖將 SEED 的所有秘密都據為己有，妄圖征服世界，自稱「SEED SATAN(シードサタン)」的迷之人物的一手安排。主人公．市川 葵為了保護身為自己摯友的里美，小葵主動提出與「SEED」融合成為超級女戰士與 SATAN 展開戰鬥。
並且，向她們伸出援手的同伴們也組成了「風紀委員會」，在和平的虹嫁學園之下，關係地球命運的戰鬥就這樣拉開了帷幕。

### 角色
- 市川 葵／（CV: 十夜月朱里（本名都築博世） (內田真禮)）

主人公，高中二年級生。是個表裡如一的 S 系傲驕少女。
偶然從寄宿在體內，從宇宙飛來的不可思議的「SEED」上獲得到超能力。
在對維護和平沒有任何興趣的表面下，卻包含對擾亂和平的怪物的憤怒和對朋友們的思念。
對於自己的青梅竹馬，里美過於保護，若對方出現意外便會急躁起來。
平時使用根據由船橋博士和里美研究而成的控制裝置，變成令右腕，左足和頭髮的一部分武器化和盔甲化的武装形態／。
- 船橋 里美／（CV: 滝津あゆら (MAKO)）

小葵的青梅竹馬，高中二年級生。是個喜歡動物和花和音樂，愛發文學系夢的大小姐。
在初中一年級時，作為「SEED」的研究員的父親失蹤後，便決心承繼其研究。
體質上無法寄宿「SEED」，因此把戰鬥的任務交給小葵，自己則以保護學園的紀律為名在學校建立了「風紀委員會」。

## 播放列表
以下時間以當地時間（日本時間）為準
第一季
第一季每集的标题都会带一个“痛”字，标题本身也是御宅族专用语
| 播放日期  | 話數   | 原文標題 | 中文標題                             | 登場敵方怪人（CV）                       | 編劇     | 導演     |
| 2012/4/6  | 第1話  |          | 痛即是強                             | 澀谷黃鶯長鬚蚜蟲（）（濱田賢二）         | 荒川稔久 | 田崎竜太 |
| 2012/4/13 | 第2話  |          | 再起的痛魂喚來的赤色妄想 FullBlast   | 澀谷毛連菜長鬚蚜蟲（）（濱田賢二）       | 荒川稔久 | 田崎竜太 |
| 2012/4/20 | 第3話  |          | 好痛! 醉鬼英雄大冒險!!               | 歌舞伎町雌黑豹紋蝶（）（綠川光）         | 香村純子 | 鈴村展弘 |
| 2012/4/27 | 第4話  |          | 禁斷的妄想是藍色背德之痛             | 門前仲町鯨頭鸛（）（黑田崇矢）           | 香村純子 | 鈴村展弘 |
| 2012/5/04 | 第5話  |          | 痛痛☆Yellow 媽媽                     | 歌舞伎町雌黑豹紋蝶（）（強化）（綠川光） | 香村純子 | 鈴村展弘 |
| 2012/5/11 | 第6話  |          | 展翅吧 引退爺！妄想攝影所的痛痛陷阱  | 下北澤海鞘（）（松野太紀）               | 荒川稔久 | 田崎竜太 |
| 2012/5/18 | 第7話  |          | 妄走痛車突破界限吧！                 | 代代木狹條狡蛛（）（二又一成）           | 荒川稔久 | 田崎竜太 |
| 2012/5/25 | 第8話  |          | 沉痛特訓的羈絆是公認道路的陰謀交差點 | 月島羊駝（）（關智一）                   | 香村純子 | 鈴村展弘 |
| 2012/6/1  | 第9話  |          | 痛戰隊、解散。                       | 淺草羊駝（）（關智一）                   | 香村純子 | 鈴村展弘 |
| 2012/6/8  | 第10話 |          | 引向非痛的 Z 的詛咒 ― 接下來是新章   | 専務取締役デリューナイト（平田廣明）     | 荒川稔久 | 田崎竜太 |
| 2012/6/15 | 第11話 |          | 二代目是清爽的無痛戰士               | 地鑽獨眼巨人（）                         | 荒川稔久 | 田崎竜太 |
| 2012/6/22 | 第12話 |          | 最痛回 永別了妄想戰隊                | 迴力鏢泰坦（）、八手三郎                 | 荒川稔久 | 田崎竜太 |
| 2012/6/29 | 最终話 |          | 反省會！不痛也That's All right！     |                                          | 香村純子 | 鈴村展弘 |

第二季
第二季每集标题前缀都是“妄想”
| 播放日期  | 話數         | 原文標題 | 中文標題 | 登場敵方怪人（CV） | 編劇     | 導演     |
| 2013/4/5  | 第1痛 回顧篇 |          | 妄想大戰 | 専務取締役デリューナイト（平田廣明） 渋谷コウゾリナヒゲナガアブラムシ（濱田賢二） 歌舞伎町メスグロヒョウモンチョウ（綠川光） 門前仲町ハシビロコウ（黑田崇矢） 暗黒ステマ城ロボ | 荒川稔久 | 田崎竜太 |
| 2013/4/12 | 第2痛        |          | 妄想中華 | 藍光科長（）（山口勝平） | 荒川稔久 | 田崎竜太 |
| 2013/4/19 | 第3痛        |          | 妄想拳劇 | HVD編輯長（）（山口勝平） | 荒川稔久 | 田崎竜太 |
| 2013/4/26 | 第4痛        |          | 妄想女神 | 智慧型手機Monger（）（小西克幸） | 荒川稔久 | 鈴村展弘 |
| 2013/5/3  | 第5痛        |          | 妄想輸入 | 三合使徒第23號．國鱒智機桃花木（）（小西克幸） | 荒川稔久 | 鈴村展弘 |
| 2013/5/10 | 第6痛        |          | 妄想娘娘 | 吉祥物次元（）（桃井晴子） | 荒川稔久 | 鈴村展弘 |
| 2013/5/17 | 第7痛        |          | 妄想暗者 | 哈黛茲琴／邪暗黃‧瓢雷俠（）（長澤奈央） | 荒川稔久 | 鈴村展弘 |
| 2013/5/24 | 第8痛        |          | 妄想美鬥 | 時之拳魔蟲瓢（）（檜山修之） | 荒川稔久 | 田崎竜太 |
| 2013/5/31 | 第9痛        |          | 妄想二號 | 腔棘魚Kans（） | 荒川稔久 | 田崎竜太 |
| 2013/6/7  | 第10痛       |          | 妄想枕語 | 龜有羊駝（）（關智一） | 荒川稔久 | 鈴村展弘 |
| 2013/6/14 | 第11痛       |          | 妄想墓地 | 専務取締役デリューナイト（平田廣明） | 荒川稔久 | 鈴村展弘 |
| 2013/6/21 | 第12痛       |          | 妄想使徒 | プリズムA（古谷徹） | 荒川稔久 | 田崎竜太 |
| 2013/6/28 | 最終痛       |          | 妄想集編 | | 荒川稔久 | 田崎竜太 |

## 主題曲
片頭曲
《非公認戦隊アキバレンジャー》(第1季)
- 演唱：桃井晴子feat.山形幸生 ／ 作詞：桃井晴子 ／ 作曲：桃井晴子

《アキバレンジャー シーズン痛》(第2季)
- 演唱：桃井晴子feat.山形幸生&Mojo

片尾曲
《明日はアキバの風が吹く》
- 演唱：赤木信夫 (和田正人)／ 作詞：Mike Sugiyama ／ 作曲：EFY ／ 編曲：宮崎誠

## 外部連結
- 《非公認戰隊秋葉原連者》東映官方網站（日語）